# Rolvenden
Rolvenden es una parroquia civil y un pueblo del distrito de Ashford, en el condado de Kent (Inglaterra).

## Geografía
Según la Oficina Nacional de Estadística británica, Rolvenden tiene una superficie de 23,28 km².

## Demografía
Según el censo de 2001, Rolvenden tenía 1495 habitantes (47,89% varones, 52,11% mujeres) y una densidad de población de 64,22 hab/km². El 18,93% eran menores de 16 años, el 69,83% tenían entre 16 y 74 y el 11,24% eran mayores de 74. La media de edad era de 43,97 años. Del total de habitantes con 16 o más años, el 19,47% estaban solteros, el 62,29% casados y el 18,23% divorciados o viudos.
El 95,58% de los habitantes eran originarios del Reino Unido. El resto de países europeos englobaban al 1,14% de la población, mientras que el 3,28% había nacido en cualquier otro lugar. Según su grupo étnico, el 99,2% eran blancos, el 0,4% mestizos, el 0,2% asiáticos y el 0,2% negros. El cristianismo era profesado por el 80,49%, el budismo por el 0,2%, el judaísmo por el 0,2%, el islam por el 0,2% y cualquier otra religión, salvo el hinduismo y el sijismo, por el 0,33%. El 12,09% no eran religiosos y el 6,48% no marcaron ninguna opción en el censo.
672 habitantes eran económicamente activos, 658 de ellos (97,92%) empleados y 14 (2,08%) desempleados. Había 621 hogares con residentes, 15 vacíos y 13 eran alojamientos vacacionales o segundas residencias.